# Suédoise (voile)
Pour les articles homonymes, voir Suédois (homonymie).

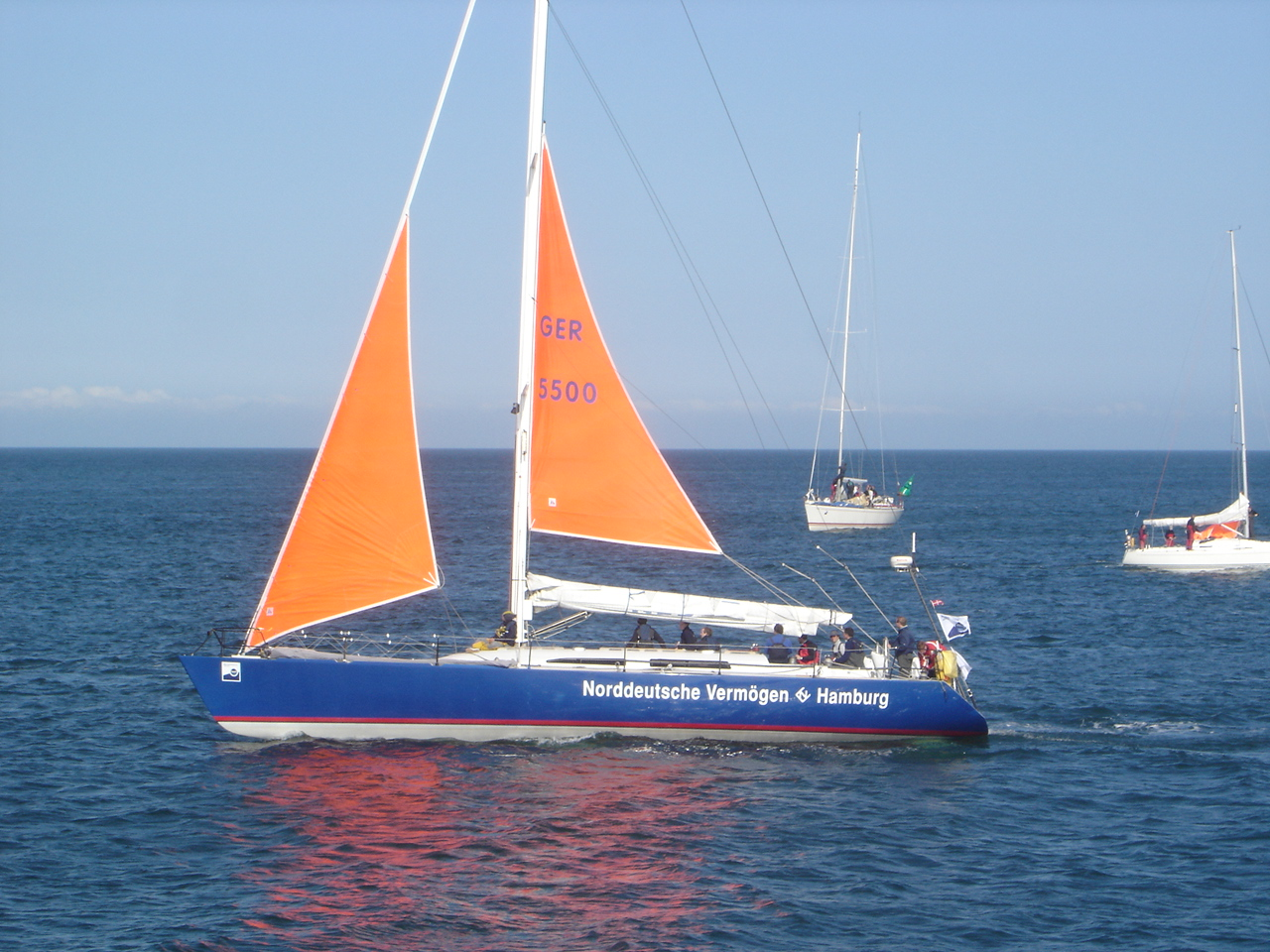
Tourmentin et suédoise sur un voilier moderne.

Sur un voilier, la suédoise est une voile utilisée dans le mauvais temps à la place de la grand-voile. C'est l'équivalent du tourmentin utilisé comme voile d'avant.
La suédoise est caractérisée par sa faible surface, sa forme particulière (elle est très peu haute pour réduire la composante de gîte) et son grammage important. Le guindant et la bordure sont égaux à 65 à 75 % environ de ceux de la grand voile avec un rapport de 1/0,4 environ. La chute ne comporte pas de latte. Les laizes sont disposées comme pour un grand-voile classique et le montage renforcé. Ce type de voile a aujourd'hui pratiquement disparu des garde-robes des voiliers. Elle est souvent confondue avec la voile de cape.